# François-Joseph Amon d'Aby
 (octobre 2018).
Si vous disposez d'ouvrages ou d'articles de référence ou si vous connaissez des sites web de qualité traitant du thème abordé ici, merci de compléter l'article en donnant les références utiles à sa vérifiabilité et en les liant à la section « Notes et références ».
Amon Koutouan, né Francois-Joseph Amon d'Aby, est un écrivain ivoirien né vers 1913 à Aby (Sud-Comoé) et mort, le 10 janvier 2007.
Il fut chef du service des archives de Côte d'Ivoire. Il est le premier ivoirien à accéder au poste d'inspecteur des affaires administratives (1961). Avec Germain Coffi Gadeau, il fonde en 1938, le Théâtre indigène de Côte d'Ivoire.

## Biographie
Né officiellement vers 1913, Amon d'Aby est le fils d'Amon Koutoua, chef du village d'Aby. Il commence ses études à l'école élémentaire d'Assinie en 1924. Ne prenant pas l'école au sérieux, il est vite rappelé par son père au village pour le consacrer aux activités agricoles, à la pêche et à la médecine traditionnelle. Deux ans après, en 1926, il reprend les cours à Aboisso. Après son cycle primaire, entre à l'école primaire supérieure de Bingerville, qui était à sa douzième année d'existence, en 1932. C'est dans cet établissement qu'il fait ses premiers pas dans le théâtre. Au nombre des élèves, cinq noms vont contribuer à l'émergence, à l'affirmation et au développement de la littérature moderne en Côte d'Ivoire : Coffi Gadeau (1929-1930), Dadié (1930-1931), Amolin Animan, Aka Bilé et Amon Koutouan (1931-1932).
En 1934, François-Joseph Amon d'Aby arrive à l'École normale William-Ponty. Mais en première année de la section administrative. Pendant son séjour de trois années dans cette école, il prend part aux événements théâtraux en jouant des rôles dans Assémien Déhilé, roi du Sanwi et dans Les Prétendants rivaux. Il y suit une formation d'archiviste, couronnée, en 1937 par le diplôme d'école. Il fera un stage aux services des archives et bibliothèque du gouverneur général à Dakar. En 1938, de retour en Côte d'Ivoire, il prend la direction des archives jusqu'en 1959. Entre-temps, il écrit La Côte d'Ivoire dans la cité africaine (1951), Kwao Adjoba (théâtre), drame social en cinq tableaux (1956). François-Joseph Amon d'Aby est élu membre correspondant de la première section de l'Académie des sciences d'outre-mer, le 1er février 1957. En 1959, il part pour la France poursuivre ses études à l'Institut des hautes études d'outre-mer. En juillet 1961, il est le premier Ivoirien à accéder au poste d'inspecteur des affaires administratives.
Pour le professeur Sidibé Valy, Amon d'Aby est une conscience critique de la société ivoirienne contemporaine. Ses ouvrages sur les coutumes agnis, à titre d'exemple Croyances et religion en pays Agni et Kwao Adjoba, vont amener le législateur à prendre des décisions pour uniformiser le système d'héritage. Désormais, les enfants sont tenus d'hériter du père et non le neveu. « Amon d'Aby en élaborant une pièce tenait compte des facteurs socio-culturels », dixit M. Valy et de renchérir : « Amon d'Aby est une grande figure historique. Parce qu'ayant vécu à la fois la colonisation, le post-colonialisme, l'indépendance et la post-indépendance ».
Pour services rendus à la nation, il est élevé au rang de commandeur de l'ordre national de Côte d'Ivoire. La France, l'ancienne puissance coloniale, l'a fait officier de l'ordre du Mérite.
D'Aby, membre de la Jeunesse ouvrière chrétienne (J.O.C. section de Treichville), fait une série de pièces sur la JOC.
Mercredi 10 janvier 2007, Amon d'Aby décède au CHU de Treichville à 17h30.

## Œuvres
Livres
- 1951 : La Côte d'Ivoire dans la cité africaine
- 1958 : Le problème des chefferies traditionnelles en Côte d'Ivoire
- 1960 : Croyances religieuses et coutumes juridiques des Agni de Côte d'Ivoire
- 1973 : La Mare aux crocodiles. Abidjan aux éditions Nouvelles éditions africaines
- 1973 : Verdier et la Côte d'Ivoire
- 1984 : Le Murmure du roi
- 1984 : Proverbes populaires de Côte d'Ivoire. Abidjan, aux éditions Ceda
- 1985 : Les aventures du coq
- 1988 : Le théâtre en Côte d'Ivoire, des origines à 1960, suivi de Kwao Adjoba et la Couronne aux enchères, éditions Centre d'édition et de diffusion africaines (CEDA), Abidjan.

Pièces de théâtre
- 1938 : La conversion des habitants de Yabi
- 1938 : Le Mando
- 1939 : Un mariage difficile
- 1940 : Noël! Noël! Jésus est mort
- 1940 : Wodjé, le Karamoko
- 1941 : Joseph vendu par ses frères
- 1942 : Le supplice de Jeanne d'Arc
- 1953 : Kwao Adjoba
- 1955 : Entraves
- 1956 : La Couronne aux enchères
- 1957 : La Sorcière

Contes et Légendes
- 1973 : La mare aux crocodiles

- 1978 : Le regard mortel
- 1978 : Le singe noir et la tortue

### Écrits sur Amon d'Aby
- Kamissoko, Gaoussou. - « Kwao Adjoba, une pièce de F.-J. Amon d'Aby, présentée par le CCFCI ». - Fraternité Matin, n°686, 14 mars 1967. - p. 7
- Tao, Issiaka. - « F.-J. Amon d'Aby : le héros dramatique est particulièrement contagieux ». - Fraternité Matin, n°668, 21 février 1967. - p. 7
- « Amon d'Aby (François Joseph »., biographie, Grand Larousse encyclopédique, supplément I, 1969.
- « Un théâtre populaire en Côte d'Ivoire : F.-J. Amon d'Aby ». - Le Monde, 19 Août 1971.
- Bonneau, Richard. - « F.-J. Amon d'Aby, dramaturge ivoirien ». - Artiste littéraire et artistique, n°27, 1973. - p. 7
- Nantet, Jacques, Amon d'Aby. Panorama de la littérature noire d'expression française, éd. Fayard, Parisz, 1972.

## Critiques des ouvrages d'Amon d'Aby
- R. Mauny, « La Côte d'Ivoire dans la cité africaine », Bulletin de l'IFAN, XIV, 2, 1952, p. 721.
- B. Holas, « Le problèmes des chefferies traditionnelles en Côte d'Ivoire », Bulletin de l'IFAN, XXI, B, 1-2, 1959, pp. 253-255.
- Pierre Achille, « Kwao Adjoba, pièce de F.-J. Amon d'Aby, met en scène un drame de la cupidité », Abidjan Matin, 17 janvier 1955.
- Pierre Achille, « Vers un théâtre authentiquement africain : Kwao Adjoba de F.-J. Amon d'Aby », Afrique Nouvelle, mercredi 26 janvier 1955.
- Matthieu Ekra, « Première de Kwao Adjoba, drame de F.-J. Amon d'Aby », Traits d'Union, n° 5, octobre-novembre-décembre 1954, pp. 74-75.
- Gaoussou Kamissoko, « Kwao Adjoba, une pièce de F.-J. Amon d'Aby, présentée par le CCFCI », Fraternité Matin, n°686, 14 mars 1967.
- Richard Bonneau, « La Couronne aux enchères », Eburnéa, n°61, juillet 1971, pp. 38-39 et 48.
- « La Côte d'Ivoire enlève la Coupe théâtrale des Centres Culturels d'AOF », Paris-Dakar, n° 5934, 25 juillet 1955, pp. 1-2.
- « Après la magnifique victoire de la troupe du Cercle Culturel », Abidjan-Matin, 27 juillet 1955.
- « La Côte d'Ivoire l'emporte de justesse sur le Niger », Paris-Dakar, n° 6237, 23 juillet 1956, pp. 1-2.
- Pierre Achille, « Devant un public attentif et conquis, la troupe théâtrale du Cercle Culturel a remporté, dans l'Indénié, un franc succès », Abidjan-Matin, 16 novembre 1955.
- Pierre Achille « En quart de finale du Concours Fédéral des Troupes de Théâtre : La Côte d'Ivoire l'emporte sur la Guinée », Abidjan-Matin, n° 1452, 29 mai 1956, p. 1.